# Зелений Гай (Житомирський район)
Зелений Гай (до 2016 — П'ятирічка) — село в Україні, у Хорошівській селищній територіальній громаді Житомирського району Житомирської області. Населення становить 194 особи (2001).

## Населення
За даними перепису 2001 року населення села становило 194 особи, з них 99,48 % зазначили рідною українську мову, а 0,52 % — російську.

## Історія
12 травня 2016 року село П'ятирічка перейменоване у Зелений Гай
До 3 серпня 2016 року село входило до складу Хорошівської селищної ради Хорошівського району Житомирської області.